# Зюванов, Владимир Павлович
Владимир Павлович Зюванов (с рождения: Эйбат Атамоглан оглы Эйбатов (азерб. Heybət Atamoğlan oğlu Heybətov)) (1898—1959) — советский военачальник, генерал-майор.

## Биография
Родился в 1898 году в посёлке Маштага, рядом с Баку в многодетной  (7 детей) азербайджанской семье. В 1912 году окончил русско-татарскую школу, а в 1916 году — Бакинское Алексеевское среднее механико-строительное техническое училище. После окончания школы, работал зазывалой к фаэтонщику, укладчиком на заводе колесной мази Рабиновича, помощником ковальщика-кузнеца в мастерской. Во время армяно-азербайджанской резни в 1918 году потерял отца. С мая 1918 по октябрь 1920 года работал слесарем в Амираджан-Баладжарском нефтепромышленном товариществе «Абнето».
В 1920 году был взят у матери на воспитание и усыновлён русским офицером по фамилии Зюванов. В 1920 году поступил в Азербайджанскую сводную военную школу, в её составе участвовал в боях с дашнаками в Карабахе. В январе 1922 года экстерном сдал экзамены с отличием, завершил учёбу и был назначен командиром взвода кавалерийского дивизиона. Позже назначен на должность командира взвода в Азербайджанской бригадной школе. В январе 1923 года назначен командиром роты в 1-м стрелковом полку имени 26-ти Бакинских комиссаров (по-другому называемый «Железный полк»). В октябре 1928 года он получил направление в Москву, на действующие при Военной академии имени Фрунзе курсы тактико-стрелкового усовершенствования «Выстрел» имени Коминтерна. После окончания учёбы в 1929 году, был назначен начальником штаба 1-го стрелкового полка. Член ВКП(б) с 1931 года. В середине 1930-х годов служил начальником оперативного отдела 77-й азербайджанской горно-стрелковой дивизии. В 1937 году назначен командиром 77-й азербайджанской горно-стрелковой дивизии. С 1938 года — командир воинской части в Курске, затем в августе 1939 года — руководитель группы военного контроля Орловского военного округа. Вскоре назначен командиром 641-го стрелкового полка 165-й стрелковой дивизии в городе Грозный.

## Великая Отечественная война
В августе 1941 назначен заместителем командира 347-й стрелковой дивизии. 27 февраля 1942 года назначен командовать 223-й стрелковой дивизией. 10 ноября 1942 года В. П. Зюванову было присвоено воинское звание генерал-майора. 30 мая 1943 года назначен заместителем командира 416-й стрелковой дивизии. С 19 по 28 мая 1944 года – временно командовал 203-й стрелковой дивизией. 24 августа 1944 года назначен комендантом Кишинёва. 20 апреля 1945 года назначен командиром 1373-го стрелкового полка 416-й стрелковой дивизии, заменив убитого командира полка подполковника З. Сеидбаталова. Особо отличился в ходе Берлинской наступательной операции. Подразделения 1373-го стрелкового полка штурмовали и захватили дворец кайзера Вильгельма, здание бывшего советского посольства, водрузили победное Красное знамя над Бранденбургскими воротами. Вскоре после этого, у Бранденбургских ворот был проведён митинг. Из воспоминаний члена Военного Совета 5-й ударной армии генерал-лейтенанта Ф. Е. Бокова:
Первым выступил генерал В. П. Зюванов. Он с большим подъёмом говорил о подвигах наших воинов при штурме Берлина и о великом значении победы:

— Последний выстрел в историческом сражении за Берлин, — сказал генерал, — прозвучал здесь, у Бранденбургских ворот, и этот выстрел сделали сыны азербайджанского народа. Память о героях штурма столицы фашистской Германии будет жить в веках. Мы с вами — счастливые люди, участники битвы и живые свидетели того, как победоносно завершилась война…
За проведённые на фронтах Великой Отечественной войны 3 года, 7 месяцев, и 17 дней был трижды ранен и контужен.
После выхода в отставку, находился на руководящей партийной работе, избирался депутатом Верховного Совета Азербайджанской ССР. 7 октября 1959 года скончался в Киеве. Похоронен в Баку, в Аллее почётного захоронения.
Был женат, жена Анна (урождённая Калакатова), сын в звании лейтенанта воевал в одной с отцом дивизии и погиб в бою.

## Память
- Одна из улиц его родного посёлка Маштаги названа в честь генерала.